# Alberto Prebisch
Alberto Prebisch (San Miguel de Tucumán, 1 de febrero de 1899 - Buenos Aires, 13 de octubre de 1970) fue un destacado arquitecto argentino del siglo XX. Se destacó en numerosas ramas, tanto en el diseño de edificios residenciales y de oficinas como en viviendas particulares; pero sin duda su obra máxima es el Obelisco de Buenos Aires, símbolo por excelencia de la ciudad. Entre 1962 y 1963 ejerció el cargo de Intendente de la Ciudad de Buenos Aires.

## Vida
Hijo de Albin Teodoro Prebisch, un inmigrante alemán, y de Rosa Linares Uriburu, perteneciente a una tradicional familia salteña. Sus hermanos también alcanzarían renombre en el mundo académico e intelectual, tales como su hermana Amalia Prebisch de Piossek, una célebre poetisa tucumana, su hermano Raúl Prebisch, economista, y Julio Prebisch, rector reformista de la Universidad Nacional de Tucumán. 
Realizó sus estudios en la entonces Escuela de Arquitectura de la Universidad de Buenos Aires, donde se graduó en 1921. Su primer proyecto de relevancia fue el Mercado de Abasto de Tucumán, su ciudad natal, de 1927 y estilo neocolonial. 
A Prebisch se lo considera uno de los principales difusores del racionalismo europeo en Argentina. A sus edificios le ponía pocas líneas (Ciudad Azucarera, casa de Luis María Campos, y el Cine-Teatro Gran Rex, este como “su mejor obra”) y el análisis se inspira en las críticas formuladas al movimiento moderno local, concebido como un producto efímero -“de moda”,  “audaz”- reflejo del snobismo burgués. 
Asimismo se enfatiza la falta de trascendencia en la construcción de edificios del Estado –derivada de una carencia de valores simbólicos e históricos- y se aduce su inadecuación en un país “que apasionadamente buscaba alejarse del cosmopolitismo”. 
Entre sus obras más conocidas se encuentran el Obelisco de Buenos Aires (1936) y el Teatro Gran Rex de Buenos Aires (1937); y el Cine Gran Rex de Rosario (1947).

## Obras destacables
- 1927: Mercado de Abasto de Tucumán.
- 1930: Casa de Raúl Prebisch, Avenida Luis María Campos 1379 en Buenos Aires. (Demolida)
- 1935: Edificio de viviendas de renta propiedad de Victoria Ocampo, calle Chile 1368 en Buenos Aires.
- 1936: Obelisco de Buenos Aires.
- 1937: Cine-Teatro Gran Rex, Avenida Corrientes 857 en Buenos Aires.
- 1941: Tienda "El Emporio Económico" propiedad de Victoria Ocampo, Viamonte esquina Florida en Buenos Aires.
- 1946: Cine Plaza (actualmente Teatro Mercedes Sosa), Calle San Martín 479 en San Miguel de Tucumán, Tucumán
- 1947: Cine Gran Rex, San Martín 1129 en Rosario.
- 1947: Edificio de oficinas propiedad de Hilda de Díaz Valdés, Teniente General Perón 580 en Buenos Aires.
- 1949: Edificio de oficinas propiedad del Banco Hipotecario Franco-Argentino, San Martín 685 en Buenos Aires.
- 1950: Edificio de oficinas propiedad del Banco Hipotecario Franco Argentino, Avenida Paseo Colón 329 en Buenos Aires.
- 1951: Edificio de oficinas propiedad del Banco Hipotecario Franco-Argentino, Avenida Paseo Colón 533 en Buenos Aires.
- 1950: Edificio de viviendas de renta, propiedad del Banco Hipótecarío Franco-Argentino, Avenida Alvear 1831 en Buenos Aires.
- 1964: Edificio de oficinas propiedad del Banco Hipotecario Franco-Argentino, Reconquista 448, Buenos Aires.
- 1966: Cine Atlas (actualmente Iglesia Internacional de la Gracia de Dios), Lavalle 869 en Buenos Aires.

## Galería de obras

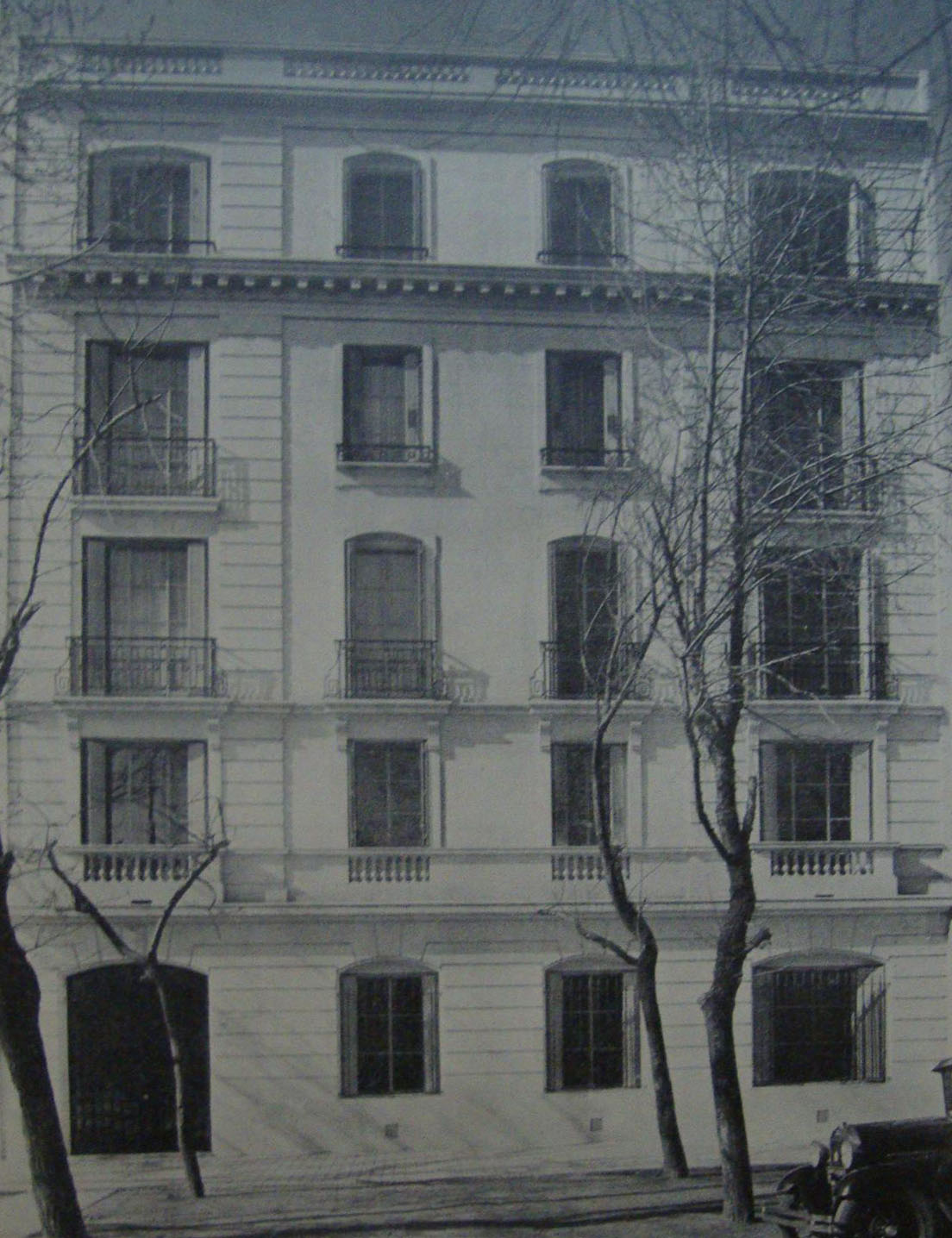
Edificio residencial en Crámer 2067 (1931)
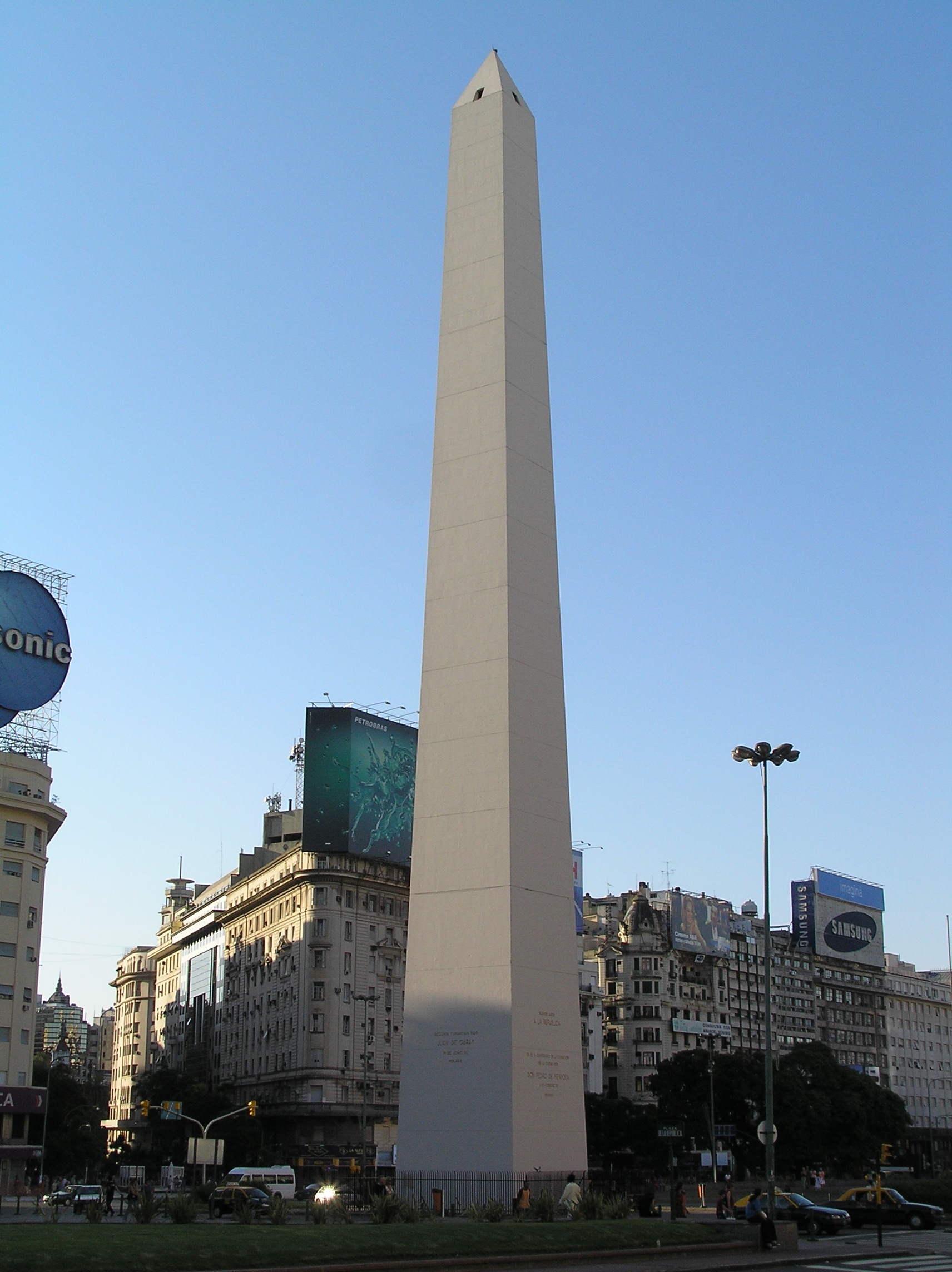
El Obelisco de Buenos Aires (1936)
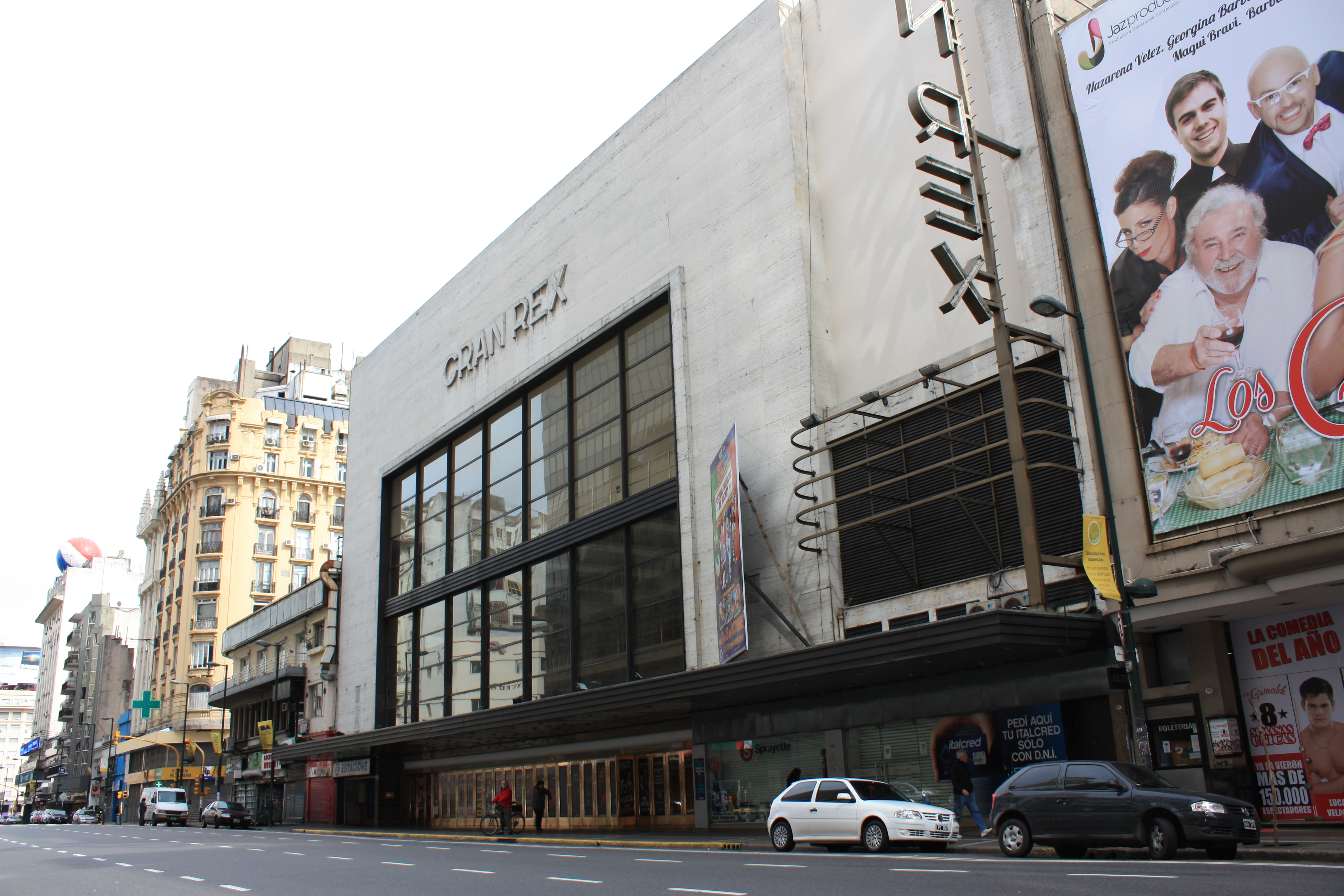
El Cine-Teatro Gran Rex de Buenos Aires (1937)
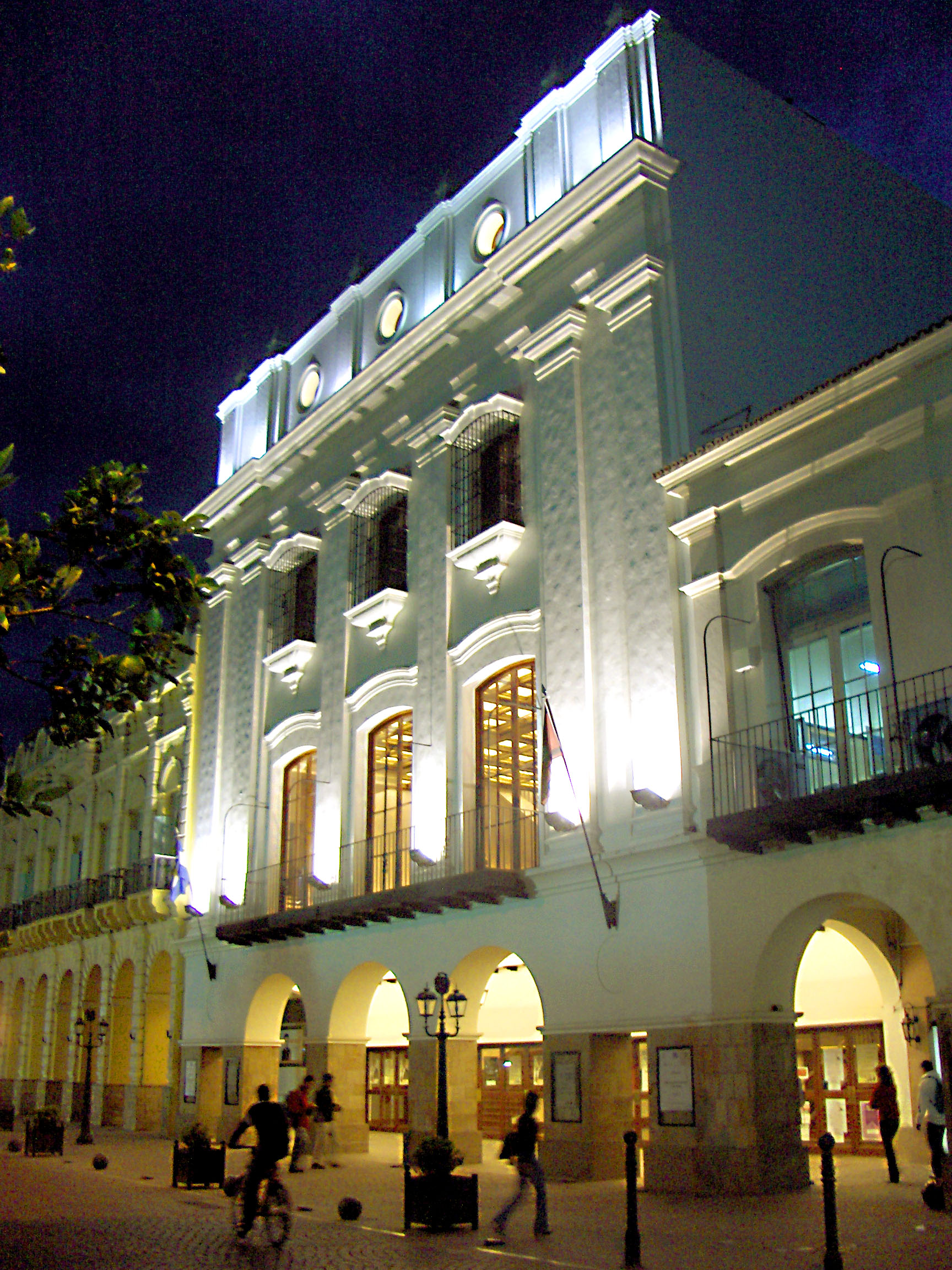
El Cine-Teatro Victoria en Salta (1945)
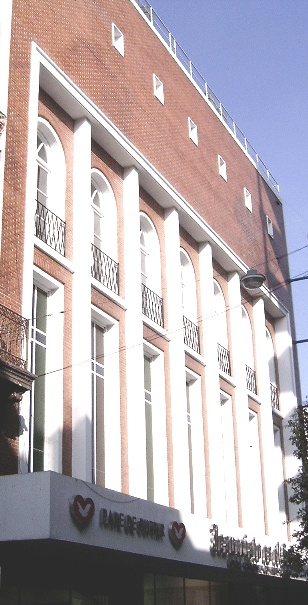
Ex Cine Gran Rex de Rosario: (Peatonal San Martín 1139-1143 (1947)
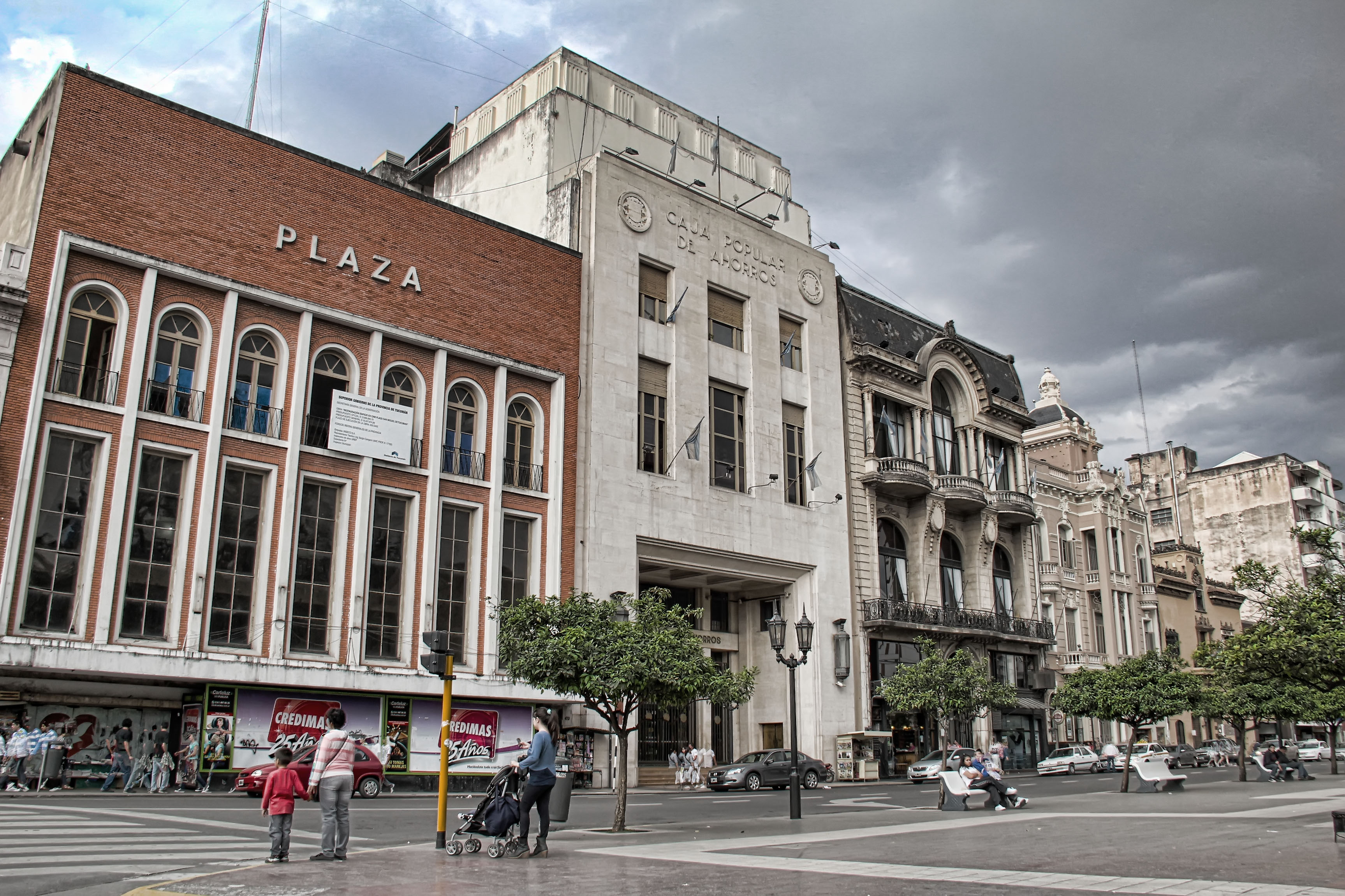
A la Izquierda el "Ex cine Plaza" Tucumán (1946)